# خافيير فرنانديز (سياسي)
خافيير فرنانديز (بالإسبانية: Javier Fernández)‏ هو سياسي إسباني، ولد في 1969. انتخب عضو برلمان أندلوسيا ‏.